# Edmund Piątkowski
Edmund Piątkowski (Florentynów, 31 gennaio 1936 – 28 marzo 2016) è stato un discobolo polacco.

## Biografia
Egli ha partecipato in 4 Campionati europei di atletica leggera (1958, 1962, 1966, 1969) ottenendo nell'edizione svedese del 1958 una medaglia d'oro superando il bulgaro Todor Artarski (medaglia d'argento) e Vladimir Trusenyev. Alle olimpiadi giunse quinto a quelle di Roma del 1960 e settimo alle due successive (1964 e 1968).
Sposò Maria Piątkowska-Chojnacka-Ilwicka.

## Palmarès
| Anno | Manifestazione | Sede              | Evento           | Risultato | Misura  | Note |
| ---- | -------------- | ----------------- | ---------------- | --------- | ------- | ---- |
| 1958 | Europei        | Stoccolma         | Lancio del disco | Oro       | 53,92 m |      |
| 1960 | Olimpiadi      | Roma              | Lancio del disco | 5º        | 55,12 m |      |
| 1962 | Europei        | Belgrado          | Lancio del disco | 4º        | 55,13 m |      |
| 1964 | Olimpiadi      | Tokyo             | Lancio del disco | 7º        | 55,81 m |      |
| 1966 | Europei        | Budapest          | Lancio del disco | 4º        | 56,76 m |      |
| 1968 | Olimpiadi      | Città del Messico | Lancio del disco | 7º        | 59,40 m |      |
| 1969 | Europei        | Atene             | Lancio del disco | 12º       | 53,64 m |      |